# Jesenická kyselka
Jesenická kyselka je pramen minerální vody - kyselky, který vyvěrá v Jeseníku nad Odrou v okrese Nový Jičín v Moravskoslezském kraji. Nachází se také na levém břehu říčky Luha na Moravě a v geomorfologickém podcelku Oderská brána.

## Historie
První zprávy o Jesenické kyselce pocházejí přibližně z roku 1830. Pramen vyvěral volně na povrch a tvořil studánky a později začali místní občané kyselku zachycovat do studní a využívat jako pitnou vodu. V roce 1896 si průmyslník Artur Krizický od sedláků koupil pozemek s kyselkou a začal výrábět limonády. Jeho podnikání však zkrachovalo. Jako příčina krachu se uvádí, že: „… jeho spolupracovníci kradli citrony a cukr tak houževnatě, že se bankrotu nedalo zabránit …“. Pozemky s kyselkou pak vykoupil dřívější majitel sedlák Josef Trompiš a roku 1898 jej prodal Adamovi Kobierskému. Ten se zasloužil o úřední zařazení pramene mezi prameny minerálních vod s léčivými účinky. V roce 1900 byla provedena odborná analýza jesenické kyselky na dvou místech v zahraničí a to s charakteristikou: „… léčivá voda první třídy, použitelná k léčbě srdce, ledvin, močových cest a žaludku …“. V roce 1905 koupil pozemek s kyselkou Vinzenz Stefan z Moravské Ostravy a spotřeba i obliba Jesenické kyselky stále stoupala a její léčivé účinky a chuť byly známé i za hranicemi Rakousko-Uherské monarchie. Kyselka vyvěrala do celkem 6 jímacích objektů – Zita, Franz, Josef, Herma, Lipový a Hedva. Pramen byl také oceněn názvem Pramen arcivévodkyně Zity (podle arcivévodkyně a rakouské čísařovny Zity Bourbonsko-Parmské - manželky rakouského císaře Karla I., kteří společně Jeseník nad Odrou, tj. tehdejší Německý Jeseník, společně navštívili). V roce 1818 Vincenz Stefan předal firmu svému synovi Oskaru Stefanovi a ten ji vlastnil až do konfiskace po druhé světové válce.

### Po druhé světové válce
Po konfiskaci se o obnovu Jesenické kyselky pokusil v roce 1946 tehdejší národní správce Osvald Pastrňák a kyselka byla od 1. srpna 1946 v prodeji. Avšak v roce 1948 byl provoz zrušen a následně i rozkrádán a prakticky Jesenická kyselka zanikla. Od roku 1954 se uvažovalo o obnově provozu místním obecním úřadem a později přešla tehdejší plnírna pod správu Ostravských cukráren a sodovkáren. Od r. 1968 byla kyselka využívána sodovkárnou NEALKO n. p., Olomouc. V roce 2003 se stali novými majiteli manželé Kocourkovi, kteří se rozhodli v tradici Jesenické kyselky pokračovat. Obnovení provozu si vyžádalo mnoho úsilí a investic. V současnosti Jesenickou kyselku také zpracovává firma Kyselka Jeseník nad Odrou s.r.o. Jesenický pramen má od roku 2013 ochrannou známku a splňuje veškeré hygienické normy. V roce 2014 získal Jesenický pramen prestižní ocenění Český výrobek od České potravinářské komory.

## Popis
Jesenická kyselka je studená minerální voda, typu Ca(Mg,Na)-HCO3, slabě mineralizovaná a má nízký obsah sodíku, který blahodárně působí na lidský organismus. Vzniká přímo v údolních náplavech Luhy, popřípadě v rozpukaných kulmských sedimentech v podzemí. V současnosti vyvěrá ve dvou blízkých pramenech a to v budově místní pálenice a v obecním prameni, který byl vybudován v roce 2000.

## Další informace
Pramen Jesenické kyselky je celoročně volně přístupný.

## Galerie

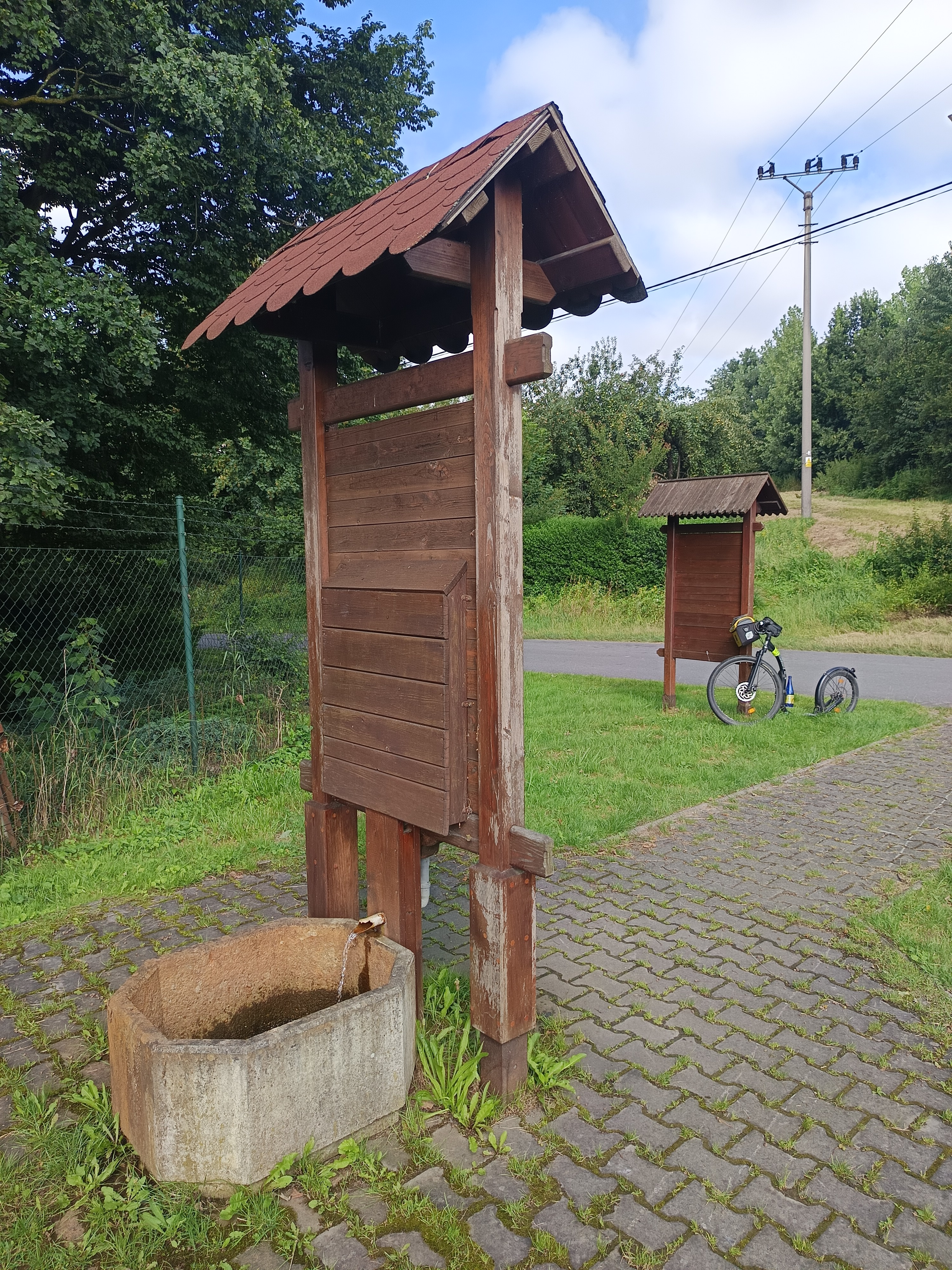
Informační panely u pramene
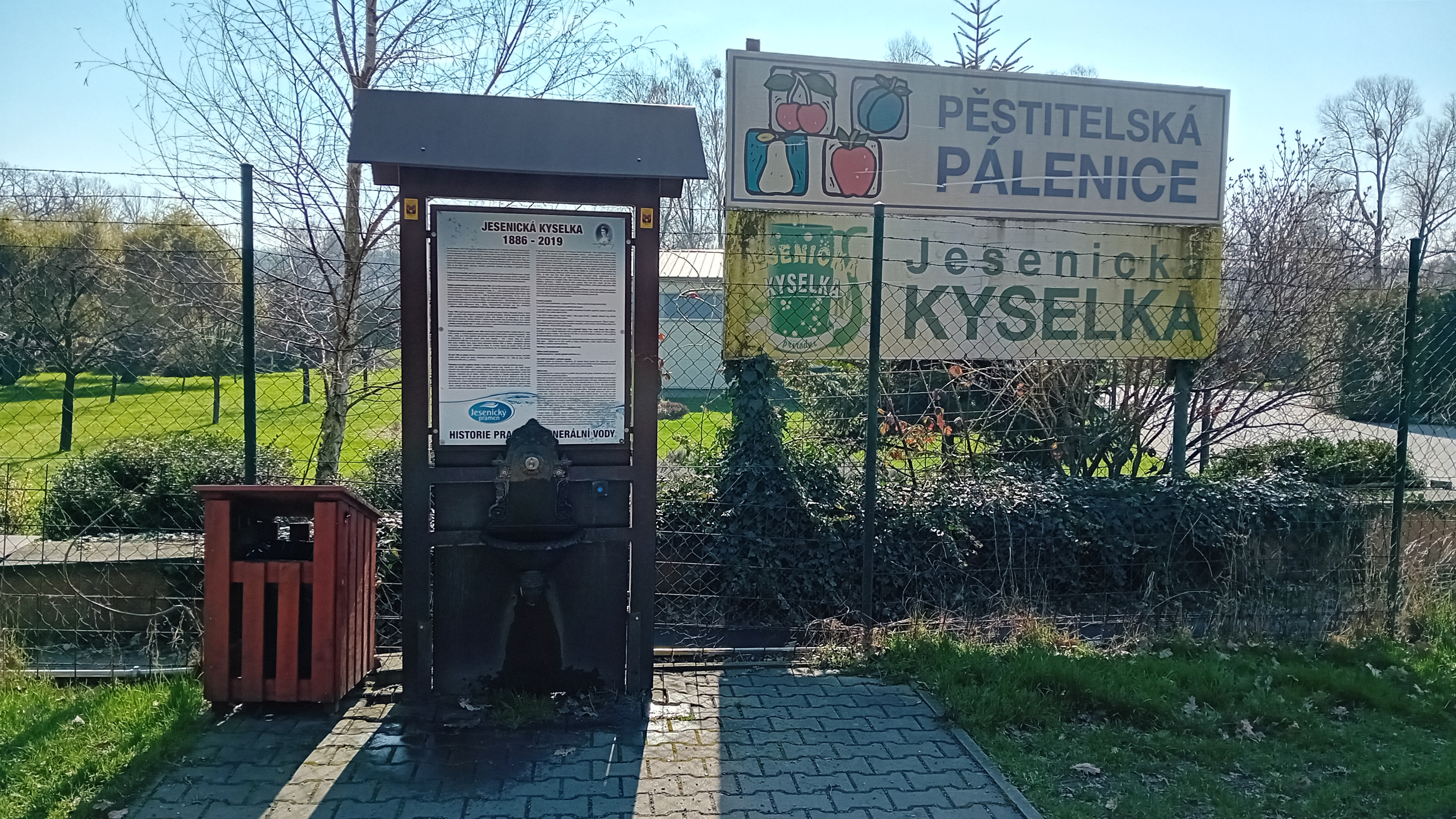
Informační panely u pramene
- Videozáznam pramene